# Антарктична протока
Антарктична протока — протока, що відокремлює острови Жуенвіль від північно-східного краю Антарктичного півострова. Довжина протоки становить приблизно 50 км (30 миль), ширина від 11 до 19 км (7 до 12 миль).
Протока була названа шведською антарктичною експедицією під керівництвом Отто Норденшельда на експедиційному судні «Антарктік», яке в 1902 році під командуванням Карла Антона Ларсена вперше пройшло через цю протоку.